# Monilia pruinosa
Monilia pruinosa är en svampart som beskrevs av Cooke & Massee 1888. Monilia pruinosa ingår i släktet Monilia och familjen Sclerotiniaceae.   Inga underarter finns listade i Catalogue of Life.